# Umnea
Umnea ist eine seit 2015 aktive Drone- und Funeral-Doom-Band.

## Geschichte
Das anonyme Projekt Umnea wird seit 2015 unterhalten. Die Band gibt keine Selbstauskünfte und veröffentlichte 2015 Alben Beauty of the Other Side of Silence und Darkness, Depth and Mirrors über Satanarsa Records. Riccardo Veronese beschreibt Umnea für Doom-Metal.com als ein Ein-Personen-Projekt, zu dem es kaum Informationen gäbe. Auf Vk.com verweist das Projekt selbst darauf, dass die Musik das einzig zu wissende über Umnea sei. Beide Alben blieben international gering Beachtet. Riccardo Veronese besprach beide Alben für das britische Webzine Doom-Metal.com. Beauty of the Other Side of Silence lobte er als „Drone at its best“ und Darkness, Depth and Mirrors als „weitere starke Veröffentlichung“.

## Stil
Musikalisch wird Umnea als atmosphärische Mischung aus Drone- und Funeral-Doom mit einem intensiven Keyboard-Einsatz beschrieben. Zum Vergleich wird auf Until Death Overtakes Me verwiesen. Die Musik bleibt Instrumental. Das Gitarrenspiel sei ein am Sludge und Drone Doom orientiertes, gestrecktes und verzerrtes Riffing dem ausgehenden Dark-Ambient-Passagen gegenüberstünden. Das Schlagzeugspiel sei langsam, intensiv und krachend bei einem schlichten Rhythmus.

## Diskografie
- 2015: Beauty of the Other Side of Silence (Album, Satanarsa Records)
- 2015: Darkness, Depth and Mirrors (Album, Satanarsa Records)